# Anton Moravčík
Anton Moravčík (Komárom, 1931. június 3. – Pozsony, 1996. december 12.) csehszlovák válogatott labdarúgó.
A csehszlovák válogatott tagjaként részt vett az 1958-as világbajnokságon és az 1960-as Európa-bajnokságon.

## Sikerei, díjai
Dukla Praha
- Csehszlovák bajnok (1): 1953

Csehszlovákia
- Európa-bajnoki bronzérmes (1): 1960